# Tim Whitehead (Musiker)
Tim Whitehead (* 12. Dezember 1950 in Liverpool) ist ein britischer Musiker des Modern Jazz (Sopran-, Alt- und Tenorsaxophon, Flöte). Ian Carr zufolge gilt er als einer der kreativsten und leidenschaftlichsten Tenoristen der europäischen Szene und ein herausragender Komponist für kleine Gruppen.

## Leben und Wirken
Whitehead spielte während seiner Schulzeit in einer Folkgruppe. Dann studierte er Rechtswissenschaften, gab die Tätigkeit als Jurist aber 1976 auf, um sich auf die Musik zu konzentrieren. Gemeinsam mit dem Gitarristen Glenn Cartledge leitete er das Quartett South of the Border, das Auszeichnungen errang. 1977 war er mit Nucleus auf Deutschlandtournee; im darauf folgenden Jahr tourte er mit Graham Collier. 1980 gründete er sein Quartett Borderline und leitete auch danach eigene Bands. Seit 1984 gehörte er auch zu den Loose Tubes, mit denen er die ersten drei Alben einspielte. In den 1990er Jahren spielte er mit seiner Band regelmäßig in Ronnie Scott’s Jazz Club, betrieb aber auch eigene Clubs und gab Unterricht. Sein Album Personal Standards (1999), in dem er sich mit Klassikern des Soul und der Popmusik beschäftigte, wurde im BBC Music Magazine als „Jazzalbum des Jahres“ ausgezeichnet und führte zu einem musikpädagogischen Projekt im Trinity College of Music.
Sein Sohn ist der Schauspieler Fionn Whitehead.

## Preise und Auszeichnungen
Gemeinsam mit Colin Riley wurde er im Jahr 2000 für seine Kompositionen mit dem Peter Whittingham Award ausgezeichnet. Im Jahr 2009 war er Artist in Residence der Tate Britain.

## Diskographische Hinweise
- Authentic (mit Pete Jacobsen, Arnie Somogyi und Dave Barry; 1991)
- Silence Between Waves (mit Pete Jacobsen, Arnie Somogyi und Dave Barry; 1994)
- Colin Riley/Tim Whitehead Tides (2000)
- Giovanni Mirabassi/Tim Whitehead Lucky Boys (2005)
- Too Young to Go Steady (mit Liam Noble, Milo Fell und Oli Hayhurst; 2007)

## Lexikalische Einträge
- Ian Carr, Digby Fairweather, Brian Priestley: Rough Guide Jazz. Der ultimative Führer zum Jazz. 1800 Bands und Künstler von den Anfängen bis heute. 2., erweiterte und aktualisierte Auflage. Metzler, Stuttgart/Weimar 2004, ISBN 3-476-01892-X.